# (2917) Sawyer Hogg
(2917) Sawyer Hogg es un asteroide perteneciente al cinturón de asteroides, descubierto el 2 de septiembre de 1980 por Edward Bowell desde la Estación Anderson Mesa (condado de Coconino, cerca de Flagstaff, Arizona, Estados Unidos).

## Designación y nombre
Designado provisionalmente como 1980 RR. Fue nombrado Sawyer Hogg en honor a la astrónoma estadounidense canadiense Helen Sawyer Hogg.